# Cafeína
A cafeína é um composto químico de fórmula C8H10N4O2 — classificado como alcaloide do grupo das xantinas e designado quimicamente como 1,3,7-trimetilxantina. É encontrado em certas plantas e usado como estimulante, principalmente por meio do consumo em bebidas, na forma de infusão.

## Descrição
A cafeína apresenta-se sob a forma de um pó branco ou pequenas agulhas, que derretem a 238 °C e sublimam a 178 °C, em condições normais de temperatura e pressão. É extremamente solúvel em água quente, não tem cheiro e apresenta sabor amargo.
Entre o grupo das xantinas (que incluem a teofilina e a teobromina) a cafeína é a que mais atua sobre o sistema nervoso central. Actua ainda sobre o metabolismo basal e aumenta a produção de suco gástrico.
Doses terapêuticas de cafeína estimulam o coração aumentando a sua capacidade de trabalho, produzindo também dilatação dos vasos periféricos.
Uma chávena (português europeu) ou uma xícara (português brasileiro) média de café contém, em média, 100 mg de cafeína. Já numa xícara de chá ou um copo de alguns refrigerantes encontram-se quarenta miligramas da substância. A sua rápida ação estimulante faz dela um poderoso antídoto à depressão respiratória em consequência de intoxicação por drogas como morfina e barbitúricos. A ingestão excessiva pode provocar, em algumas pessoas, efeitos negativos como irritabilidade, ansiedade, dor de cabeça e insônia. Os portadores de arritmia cardíaca devem evitar até mesmo dosagens moderadas, ainda que eventuais, da substância. Altas doses de cafeína excitam demasiadamente o sistema nervoso central, inclusive os reflexos medulares, podendo ser letal. Uma concentração no sangue a partir de 80 mg/L é considerada letal, e pode ser atingida com uma ingestão superior a 10 g.
Segundo a FDA, a ingestão máxima diária recomendada para adultos saudáveis é de 400mg.
Uma equipe da Universidade Johns Hopkins em Baltimore, Maryland, descobriu que a cafeína estimula certas memórias, pelo menos até 24 horas após o consumo. Segundo o estudo, publicado na revista Nature Neuroscience, a cafeína tem um efeito positivo sobre a memória a longo prazo em humanos.

## Ocorrência
A cafeína é encontrada em muitas espécies de plantas, sua função no organismo vegetal é atuar como uma espécie de pesticida natural, elevados níveis de cafeína são encontrados em mudas jovens que ainda estão desenvolvendo folhagens, mas ainda não possuem proteção mecânica; a cafeína paralisa e mata determinados insetos que se alimentam na planta. Altos níveis de cafeína também foram encontrados no solo na terra circunvizinha de mudas e grãos de café. Por essa razão é que se imagina que a cafeína tem uma função natural como praguicida e inibidor de germinação de sementes de outras mudas de café nas proximidades possibilitando assim uma maior chance de sobrevivência.
As principais plantas que contêm o princípio ativo cafeína são:
- Erva-Mate: folhas e talos da Ilex paraguariensis.
- Café: sementes da Coffea arabica.
- Chá: folhas da Camellia sinensis.
- Cacau: frutos da Theobroma cacao.
- Guaraná: frutos da Paullinia cupana.
- Guayusa: planta amazónica.
- Cola: Cola acuminata.

Além disso, como a cafeína é muito consumida por praticantes de atividades físicas, os laboratórios produtores de suplementos desenvolveram técnicas para isolar esta substância e até mesmo produzi-la sinteticamente, para ser adicionada em produtos termogênicos (que queimam gordura). Dessa forma, é muito comum encontrar cafeína em cápsulas ou em pó (geralmente misturada a alguma solução, como nos energéticos).

## Função natural
No mundo vegetal, a cafeína, devido à sua toxicidade, atua como uma espécie de defesa química, protegendo as plantas contra diversos tipos de ameaças:
- Insetos herbívoros: o sabor amargo da cafeína torna as folhas e frutos menos apetitosos para alguns insetos nocivos. Estudos demonstram que lagartas, por exemplo, consomem menos folhas com maior teor de cafeína, enquanto outras pragas, como besouros, apresentam crescimento reduzido quando expostas à cafeína.[23]
- Patógenos: a cafeína possui propriedades antimicrobianas e antifúngicas, combatendo microrganismos que podem causar doenças nas plantas.[24] Ela atua na produção de compostos que danificam as membranas celulares de patógenos, inibindo seu crescimento e reprodução.
- Mamíferos herbívoros: em algumas espécies, a cafeína pode ter efeitos tóxicos para mamíferos herbívoros, causando náuseas. Essa defesa é particularmente importante para mudas jovens, que ainda não possuem proteção mecânica contra o ataque de herbívoros.

Adicionalmente, no caso das flores do café, a cafeína presente em seu néctar parece ter um papel na atração de polinizadores específicos. Em vez de repelir tais insetos como normalmente se esperaria, a cafeína em baixas concentrações pode servir como um sinal químico para abelhas e outros polinizadores, favorecendo a proliferação dos genes e reprodução da planta.

## Farmacologia

### Farmacodinâmica
Na ausência de cafeína e quando uma pessoa está acordada e alerta, uma pequena quantidade de adenosina está presente nos neurônios (SNC). Com o estado contínuo de despertar, ao longo do tempo, a adenosina se acumula na sinapse neuronal, por sua vez, vinculando e ativando os receptores de adenosina encontrados em certos neurônios do sistema nervoso central (SNC); Quando ativados, esses receptores produzem uma resposta celular que, finalmente, aumenta a sonolência. Quando a cafeína é consumida, ela antagoniza (bloqueia) os receptores de adenosina; Em outras palavras, a cafeína impede a adenosina de ativar o receptor ao bloquear a localização no receptor onde a adenosina se liga a ela. Como resultado, a cafeína impede temporariamente ou alivia a sonolência e, portanto, mantém ou restaura o estado de alerta.

#### Receptores e canais iônicos alvos
A cafeína é um antagonista em todos os subtipos de receptores de adenosina (receptores A1, A2A, A2B e A3). O antagonismo nesses receptores estimula os centros fonético, vasomotor e respiratório medulares, que aumentam a frequência respiratória, reduzem o coração e comprime os vasos sanguíneos. O antagonismo dos receptores de adenosina também promove a libertação do neurotransmissor (por exemplo, monoaminas e acetilcolina), que confere a cafeína seus efeitos estimulantes; A adenosina atua como um neuromodulador inibitório que suprime a atividade no sistema nervoso central, diminuindo a quantidade total de transmissões nervosas. As palpitações cardíacas são causadas pelo bloqueio do receptor de adenosina A1.
Como a cafeína é solúvel em água e lipídios, ele atravessa facilmente a barreira hematoencefálica que separa a circulação sanguínea do interior do cérebro. Uma vez no cérebro, o principal modo de ação é como um antagonista não seletivo dos receptores de adenosina (em outras palavras, um agente que reduz os efeitos da adenosina). A molécula de cafeína é estruturalmente semelhante à adenosina e é capaz de se ligar aos receptores de adenosina na superfície das células sem ativá-las, atuando desse modo como um antagonista competitivo.
Além da sua atividade nos receptores de adenosina, a cafeína é um antagonista do receptor receptor de inositol trifosfato e um ativador independente de tensão dos receptores de rianodina (RYR1, RYR2 e RYR3). É também um antagonista competitivo do receptor de glicina ionotrópico.

#### Alvos enzimáticos
A cafeína, como outras xantinas, também atua como um inibidor da fosfodiesterase. Como inibidor competitivo de fosfodiesterase não-seletivo, a cafeína aumenta o cAMP intracelular, ativa a proteína quinase A, inibe a síntese de TNF-alfa e leucotrieno e reduz a inflamação e a imunidade inata. A cafeína também afeta o sistema colinérgico onde inibe a enzima acetilcolinesterase.

#### Efeito sobre a dopamina estriatal
Enquanto a cafeína não se liga diretamente a nenhum receptor de dopamina, ela influencia a atividade de ligação da dopamina em seus receptores no corpo estriado, ligando-se aos receptores de adenosina que formaram heterómeros de GPCR com receptores de dopamina, especificamente o heterodímero de receptor A1-D1 (este é um receptor Complexo com 1 receptor de adenosina A1 e 1 receptor D1 de dopamina) e heterotetrermero de receptor A2A-D2 (este é um complexo receptor com 2 receptores A2A de adenosina e 2 receptores D2 de dopamina). O heterotetramero do receptor A2A-D2 foi identificado como um alvo farmacológico primário da cafeína, principalmente porque medeia alguns de seus efeitos psicossimilhantes e suas interações farmacodinâmicas com psicoestimulantes dopaminérgicos.
A cafeína também provoca a liberação de dopamina no estriado dorsal e nucleus accumbens núcleo (uma subestrutura dentro do estriado ventral), mas não o núcleo accumbens, antagonizando os receptores A1 no terminal axonal de neurônios dopaminérgicos e A1-A2A heterodímeros (um receptor Complexo composto por 1 receptor de adenosina A1 e 1 receptor A2A de adenosina) no terminal axônico de neurônios de glutamato. Durante o uso crônico de cafeína, a liberação de dopamina induzida pela cafeína no núcleo accumbens é marcadamente reduzida devido à tolerância ao fármaco.

O principal mecanismo de ação da cafeína é como antagonista dos receptores de adenosina no cérebro

#### Efeitos não-específicos
Cafeína antagoniza os receptores de adenosina A2A na área pré-óptica ventrolateral (VLPO), reduzindo assim a neurotransmissão de GABA inibitória para o núcleo tuberomamilar, um núcleo de projeção histaminérgica que a ativação de forma dependente promove excitação. A desinibição do núcleo tuberomamilateral é o principal mecanismo pelo qual a cafeína produz efeitos promovendo a vigília.

### Farmacocinética
A cafeína do café ou outras bebidas é absorvida pelo intestino delgado dentro de 45 minutos de ingestão e distribuída por todos os tecidos corporais. A concentração máxima de sangue é atingida dentro de 1-2 horas. É eliminado pela cinética de primeira ordem. A cafeína também pode ser absorvida por via retal, evidenciada por supositórios de tartarato de ergotamina e cafeína (para o alívio da enxaqueca) e clorobutanol e cafeína (para o tratamento da hiperemese). No entanto, a absorção retal é menos eficiente do que a oral: a concentração máxima (Cmax) E a quantidade total absorvida (AUC) são tanto cerca de 30% (ou seja, 1 / 3,5) das quantidades orais.
A semi-vida biológica da cafeína - o tempo necessário para que o corpo elimine a metade de uma dose - varia amplamente entre os indivíduos de acordo com fatores como gravidez, ingestão outras drogas, nível de função enzimática hepática (necessário para o metabolismo da cafeína) e idade. Em adultos saudáveis, a meia-vida da cafeína é entre 3-7 horas. Fumar diminui a meia-vida em 30-50%, enquanto os contraceptivos orais podem dobrá-lo e a gravidez pode elevá-lo até 15 horas durante o último trimestre. Nos recém-nascidos, a meia-vida pode ser de 80 horas ou mais, caindo muito rapidamente com a idade, possivelmente para um valor menor do que o adulto até os 6 meses de idade. O antidepressivo fluvoxamina (Luvox) reduz a depuração da cafeína em mais de 90%, e aumenta sua semi-vida de eliminação mais do que dez vezes; De 4,9 horas a 56 horas.
A cafeína é metabolizada no fígado pelo sistema enzimático do citocromo P450 oxidase, em particular, pela isoenzima CYP1A2, em três dimetilxantinas, cada uma das quais tem seus próprios efeitos no corpo:

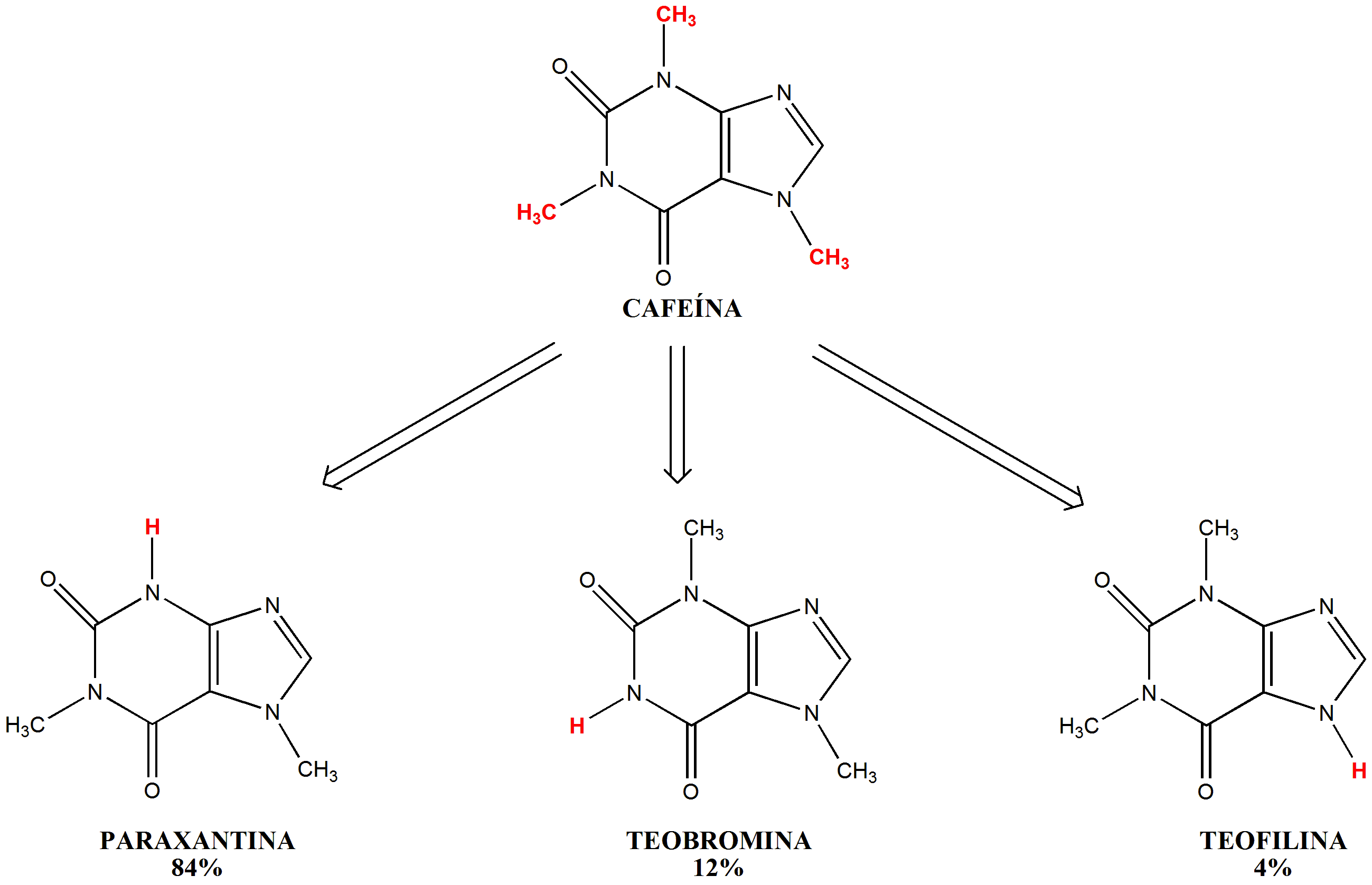
A cafeína é metabolizada no fígado em três metabolitos primários: paraxantina (84%), teobromina (12%) e teofilina (4%)

- Paraxantina (84%): aumenta a lipólise, levando a níveis elevados de glicerol e ácidos graxos livres no plasma sanguíneo.
- Teobromina (12%): dilata os vasos sanguíneos e aumenta o volume de urina. A teobromina também é o principal alcaloide no grão de cacau (chocolate).
- Teofilina (4%): relaxa os músculos lisos dos brônquios e é usada para tratar a asma. A dose terapêutica de teofilina, no entanto, é muitas vezes maior que os níveis atingidos pelo metabolismo da cafeína.[38]

O ácido 1,3,7-trimetilúrico é um metabolito de cafeína menor. Cada um destes metabolitos é ainda metabolizado e depois excretado na urina. A cafeína pode se acumular em indivíduos com doença hepática grave, aumentando sua meia-vida.
Uma revisão de 2011 descobriu que o aumento da ingestão de cafeína foi associado a uma variação em dois genes que aumentam a taxa de catabolismo da cafeína. Os sujeitos que tiveram essa mutação em ambos os cromossomos consumiram, em média, mais 40 mg de cafeína por dia do que outros. Isso é presumivelmente devido à necessidade de uma maior ingestão para conseguir um efeito desejado comparável, e não que o gene tenha levado a uma disposição para maior incentivo à habituação. 

## Saúde
Estudos têm mostrado que pessoas que bebem quatro xícaras de café por dia têm um menor risco de morrer de um ataque cardíaco. Este efeito é porque a cafeína ajuda a mover uma proteína chamada p27 para as mitocôndrias, as organelas que produzem energia para as células. O aumento da p27 na mitocôndria eleva a produção de energia da organela e ajuda as células cardíacas a se recuperarem de danos.

## Benefícios cognitivos
A cafeína é conhecida por suas propriedades que melhoram a função cognitiva, um efeito amplamente atribuído à sua capacidade de antagonizar os receptores de adenosina no cérebro. Ao bloquear a ação da adenosina, um neurotransmissor que promove o sono e relaxamento, a cafeína aumenta a atividade neuronal e a liberação de neurotransmissores como a dopamina e a norepinefrina. Esta ação não apenas melhora a alerta e a concentração, mas também pode melhorar vários aspectos da função cognitiva, incluindo memória, humor e tempo de reação.

Estudos realizados por Einöther e Giesbrecht (2013) em um artigo publicado na Psychopharmacology sugerem que a cafeína pode melhorar o desempenho em tarefas de atenção, tempo de reação e memória declarativa. Outra pesquisa, conduzida por Haskell-Ramsay et al. (2017) e publicada no Nutritional Neuroscience, encontrou evidências de que a ingestão de cafeína pode melhorar o desempenho em tarefas de atenção e alerta, bem como em testes de memória de trabalho.